# Human Biology
Human Biology is een internationaal, aan collegiale toetsing onderworpen wetenschappelijk tijdschrift op het gebied van de
biologie en de genetica.
De naam wordt in literatuurverwijzingen meestal afgekort tot Hum. Biol.
Het wordt uitgegeven door Wayne State University Press namens de Society for the Study of Human Biology en verschijnt tweemaandelijks.
Het eerste nummer verscheen in 1929.